# Virginia Loney
Virginia Bruce Loney (* 19. Mai 1899 in Skaneateles, Onondaga County, New York; † 4. April 1975 in Southampton, Suffolk County, New York) war ein Mitglied der US-amerikanischen High Society, vor allem des US-Bundesstaates New York. Sie entstammte den alteingesessenen, wohlhabenden Familien Loney und Brown, aus denen Großgrundbesitzer und Anwälte hervorgingen.
Loney wurde 1915 mit nicht einmal 16 Jahren als eine der jüngsten Millionenerbinnen in der Geschichte der Vereinigten Staaten bekannt, als sie nach dem Tod ihrer Eltern deren gesamtes Vermögen erbte. Die amerikanischen Medien prägten Loneys Image als „poor little rich girl“, ein Titel, mit dem ansonsten eher Shirley Temple, Mary Pickford und Gloria Vanderbilt bedacht wurden. Später machte ihre Ehe mit dem Sportflieger Robert H. Gamble und besonders der lang anhaltende Scheidungskrieg inklusive der Entführung ihrer beiden Kinder durch den eigenen Vater Schlagzeilen.

## Familie und Herkunft
Virginia Loney war das einzige Kind von Allen Donellan Loney (* 20. Oktober 1871) und Catharine Wolfe Brown (* 30. April 1877). Allen war ein vermögender Börsenmakler, Grundbesitzer und Pferdezüchter und stammte ursprünglich aus Baltimore (Maryland). Er war der Sohn von William Amos Loney (1822–1914), der als Großhändler und Immobilienmakler ein Vermögen gemacht hatte, und dessen Frau Alice Louise Allen (1844–1907). Catharine war die Tochter von George Bruce Brown und Virginia Greenway McKesson. Virginia war eine Cousine des Motorsportlers David Bruce-Bown und eine Großnichte des Anwalts Henry Donellan Loney.
Die Sommer verbrachte die Familie Loney regelmäßig in der Kleinstadt Skaneateles im US-Bundesstaat New York, wo Virginia geboren worden war. Dort lebten sie auf dem Anwesen Roseleigh, das Virginias Großeltern väterlicherseits errichtet hatten. Im Lake Skaneateles lernte Virginia Loney schwimmen. Alle drei waren als gute Reiter bekannt. Wenn sie sich in New York aufhielt, residierte die Familie im renommierten Hotel The Gotham Ecke 5th Avenue und 55. Straße. Die meiste Zeit des Jahres lebte Virginia mit ihren Eltern auf dem Herrensitz Guilsborough House in Northampton in den englischen East Midlands, wo die Familie Diners, Reitturniere und Fuchsjagden veranstaltete. Die Loneys reisten viel und überquerten regelmäßig den Atlantischen Ozean auf den damals populärsten Ozeandampfern, darunter die Cedric, die Amerika, die Campania, die George Washington und die Mauretania. Sie waren zudem an Bord der Olympic, als diese im April 1912 den Notruf ihres havarierten Schwesterschiffs empfing.

## Auf derLusitania
Nach dem Ausbruch des Ersten Weltkrieges verließen die Loneys England und kehrten im September 1914 an Bord der Celtic der White Star Line nach New York zurück. Allen Loney fuhr kurz danach zurück nach Europa, um den British Ambulance Corps zu unterstützen, der für den Transport verwundeter Soldaten sorgte. Er stellte drei seiner eigenen Fahrzeuge zur Verfügung, um verletzte Soldaten von der Front zu nahe liegenden Lazaretten oder Krankenhäusern transportieren zu können. Catharine Loney wollte ebenfalls helfen und beschloss im Frühjahr 1915, nach England zu reisen, um sich in einem Genesungsheim um Verletzte zu kümmern.
Als Allen Loney erfuhr, dass Catharine und Virginia die Lusitania nach Liverpool nehmen wollten, nahm er das nächste Schiff in die USA, die Adriatic, um seine Frau und Tochter zu begleiten. Am 21. April 1915 buchten sie die Suiten B-85 und B-87 und gingen am 1. Mai in New York als Passagiere Erster Klasse an Bord des Luxusdampfers. Begleitet wurde die Familie von Virginias französischer Gouvernante Elise Boutellier, die seit vielen Jahren für die Familie tätig war. An Bord war die Familie oft in Begleitung des kanadischen Geschäftsmanns Joseph H. Charles, Präsident der Musson Book Company in Toronto, und dessen Tochter Doris.
Als das Schiff am 7. Mai vor der irischen Küste von einem deutschen U-Boot torpediert und versenkt wurde, befand sich Virginia in ihrer Kabine. Sie lief auf den Korridor und wurde von der Vorwärtsbewegung der Menschenmenge bis aufs Bootsdeck getragen. Auf der Backbordseite fand sie ihre Eltern mit Alfred Vanderbilt. Ihr Vater verteilte Schwimmwesten an umstehende Passagiere, behielt aber keine für sich selbst. Als das überfüllte Backbordboot Nr. 14 abgefiert werden sollte, bestand Allen Loney darauf, dass seine Tochter hinein stieg. Nach einigem Protest gab sie nach und ließ sich von Alfred Vanderbilt in das Boot helfen. Nr. 14 war das letzte Boot, das die Lusitania verließ; es befand sich nur wenige Meter neben dem Schiff, als dieses sank. Durch die Bewegung der Lusitania geriet Nr. 14 ins Schaukeln, warf seine Insassen ins Wasser und kenterte. Als sie wieder an die Oberfläche kam und sich noch einmal zum Schiff drehte, konnte sie sehen, wie ihre Eltern ihr vom abschüssigen Bootsdeck zuwinkten. Virginia Loney wurde mit dutzenden anderen vom Sog des Schiffes ergriffen und unter Wasser gezogen. Als sie wieder auftauchte, war die Lusitania verschwunden. Sie wurde in ein anderes Rettungsboot gezogen und mit anderen Überlebenden auf einem Fischkutter nach Queenstown gebracht. Ihre Eltern und Elise Boutellier kamen bei dem Untergang ums Leben; ihre Leichen wurden nie gefunden. Auch Alfred Vanderbilt war unter den zahlreichen Todesopfern.

## „Armes reiches Mädchen“
Nachdem Virginia ihren 16. Geburtstag ohne ihre Eltern in Guilsborough House verbracht hatte, kehrte sie im Juni 1915 an Bord der St. Paul in die Vereinigten Staaten zurück, wo sie zunächst auf dem Anwesen West Neck Farms ihres Onkels George McKesson Brown in Huntington auf Long Island lebte. Kurz vor ihrem Tod hatte Catharine Loney ein neues Testament aufgesetzt, das Virginia zur Alleinerbin des Familienvermögens in Höhe von mehr als 1,5 Millionen US-Dollar (nach damaligem Geldwert) machte, sobald sie 21 Jahre alt wurde (1915 eine sehr große Summe). Virginia erhielt außerdem Vermögenswerte im Wert von 45.000 US-Dollar, den Schmuck ihrer Mutter, der nicht mit der Lusitania untergegangen war, 12.000 US-Dollar aus dem Treuhandfonds einer Großtante und ein Auto. Diverse amerikanische Zeitungen, vor allem die New York Times, berichteten von Virginia als „armem, reichem Mädchen“ und machten ihre Geschichte publik.
Das Testament der Mutter hatte Mary Bose Chamberlaine, eine alleinstehende Cousine von Allen Loney, als Patin und Sorgerechtsberechtigte für Virginia eingesetzt. Mary nahm sich Virginias Erziehung an und ging vor Gericht, um die Kosten einzuklagen, die Virginia ihrer Meinung nach zustanden. Vor dem Obersten Gerichtshof der Vereinigten Staaten unter Vorsitz von Richter Pendleton beantragte sie im Oktober 1915 eine Summe von jährlich 25.000 US-Dollar, um Virginia „den Lebensstil zu garantieren, den sie als Mitglied einer sozial höheren Schicht von Geburt an gewohnt war“. Die Summe entsprach einem Drittel des jährlichen Einkommens ihrer Eltern und beinhaltete unter anderem Ausgaben für Bildung, Ausstattung, Haushalt, Sommerurlaub und Reisen sowie Kosten für ein Dienstmädchen und drei Angestellte und ein Fahrzeug samt Chauffeur.
Virginia lebte fortan mit Mary und deren verwitweter Schwester Rebecca Chamberlaine Fabens in einem Apartment in 850 Park Avenue in New York. Einige Jahre später erhielt sie zudem für den Verlust ihrer Eltern 26.700 US-Dollar von der German American Mixed Claims Commission. Dieses Gremium unter Vorsitz von Richter Edwin B. Parker bearbeitete die Schadensersatzklagen von Hinterbliebenen der Lusitania-Katastrophe. George Brown erhielt 15.450 US-Dollar für den Verlust seiner einzigen Schwester, und Mary Chamberlaine wurden 1.235 US-Dollar zugesprochen.

## Erste Ehe und Scheidungsskandal
Im Dezember 1917 wurde die Verlobung der 18-jährigen Virginia mit dem zehn Jahre älteren Robert Howard Gamble bekannt gegeben, einem Yale-Absolventen, Börsenmakler und Sportflieger aus Jacksonville, Florida. Er war Mitglied des Naval Aviation Corps in Jacksonville und diente in der United States Navy Reserve. Die Hochzeit fand am 27. April 1918 in New York statt. Das Paar ließ sich anschließend in der Kleinstadt Chevy Chase, Washington, D.C., nieder und bekam zwei Kinder: Robert Howard Gamble, Jr. und Catharine Bruce Gamble.
Die Ehe scheiterte; Virginia reichte im April 1923 in Paris die Scheidung ein. Vor Gericht beschuldigte sie ihn der „Gleichgültigkeit“ ihr gegenüber und gab dies als Scheidungsgrund an. Virginia und die Kinder kehrten an Bord der Aquitania in die Vereinigten Staaten zurück. Im September 1923 folgte ihnen Robert nach Huntington und nahm seine Kinder, ohne dass Virginia Kenntnis davon hatte, mit nach Jacksonville. Virginia meldete sie als entführt. Robert Gamble weigerte sich, die Kinder an seine Exfrau zu übergeben und kündigte an, in Florida um das Sorgerecht für seine Kinder zu kämpfen. Im November desselben Jahres verklagte sie ihn vor dem Obersten Gerichtshof auf 232.000 US-Dollar Schadenersatz und forderte außerdem eine richterlich angeordnete Untersuchungshaft vor dem Commercial Frauds Court unter Vorsitz von George W. Simpson, da sie ihren Exmann des Diebstahls und des Betrugs bezichtigte. Sie beschuldigte ihn, nach der Scheidung Aktien und Wertpapiere im Wert von 50.000 US-Dollar gestohlen zu haben. Der Skandal machte 1923 Schlagzeilen in den USA. Es kam abschließend zu einer Sorgerechtsvereinbarung und im November 1924 bekam Virginia ihre Kinder zurück.

## Zweite Ehe und späteres Leben
Am 29. Januar 1926 heiratete Virginia Paul Abbott, der wie sie geschieden war. Paul war ein Absolvent der French Military School in Fontainebleau und der Sohn des prominenten Anwalts Henry H. Abbott, Vizepräsident des Maidstone Club in East Hampton, New York. Sie lebten zusammen in der 1115 Fifth Avenue. Paul war von 1920 bis 1926 mit Elise Everett verheiratet gewesen. Mit ihm hatte Virginia einen Sohn, Paul Abbott, Jr.
Von ihren Kindern heiratete 1940 Catherine Gamble William Ray Kitchel. Die Ehe endete in Scheidung; Catherine heiratete 1947 Lieutenant Commander John R. Chapin, Jr., während William 1948 in Connecticut die Gräfin de Ganay heiratete. Robert Gamble, Jr. heiratete 1942 in New Mexico. Paul Abbott, Jr. heiratete 1954 Lucretia L. Bogert.
1956 war Virginia Loney unter den etwa 30 Lusitania-Überlebenden, die von dem amerikanischen Autorenehepaar Adolph A. Hoehling und Mary Duprey Hoehling für deren Sachbuch The Last Voyage of the Lusitania, einem der grundlegenden Werke zum Thema, über ihre Erlebnisse befragt wurden.
Virginias Ehemann Paul starb im April 1971. Sie selbst starb vier Jahre später im Alter von 75 Jahren in Southampton, New York.